# Soleyman Ghasemiani
Soleyman Ghasemiani, född 11 juni 1959 i Sardasht i västra Iran, är en svensk författare, poet och redaktör.
Soleyman Ghasemiani, som är av kurdisk härkomst föddes i en arbetarfamilj, gick grundskolan i hemstaden och fortsatte senare med lärarutbildningen för låg- och mellanstadieskolan. Han hann arbeta ett år som lärare innan revolutionen startade mot Shahregimen i Iran. Han var aktiv i kampen mot shahregimen genom sina agitatoriska texter och dikter. När prästerskapet tog makten i Iran, fortsatte hans politiska och litterära engagemang för frihet, jämlikhet och rättvisa och mot förtryck. 1981 fick han fly sin hemstad och ansluta sig till den marxistiska organisationen Komala som motsatte sig den islamiska regimen på den kurdiska landsbygden. Han kom till Sverige 1984. I Sverige läste han på socialhögskolan och tog socionomexamen 1995.
De flesta av Soleyman Ghasemianis böcker är publicerade i Sverige. Den största delen av hans dikter på kurdiska är skrivna innan han flyttade till Sverige. Dikterna publicerades i olika tidskrifter eller spreds illegat i Iran och Irak. Först i Sverige kom de ut i bokform. Hans första diktsamling på kurdiska utkom under revolutionsåret och finns inte längre på marknaden.
Under två år mellan 1994 och 1996 var han redaktör för kultursidorna i den persiska tidskriften Hambastegi - titeln betyder Solidaritet. Sedan 1997 är han chefredaktör för den kurdiska litterära och socialkulturella tidskriften HANA. Från januari 2003 är han också redaktör för tidskriften Barnen Först. Soleyman Ghasemiani är också ordförande för Barnen Först i Sverige som är en internationell organisation.
Soleyman Ghasemiani är en engagerad debattör i sociala och kulturella frågor på svenska. Han är publicerad i många svenska dagstidningarna med debattartiklar och krönikor. Han är representerad med en dikt i den svenska antologin "Världen i Sverige" 1995.
Soleymans modersmål är kurdiska, sorani-dialekten, men hans gymnasieutbildning är på persiska. Svenska är hans tredje språk men under de senaste åren har det blivit hans första språk när det gäller skrivandet.

## Priser
2006 - Fadimepriset

### Böcker på kurdiska
- Röd revolution, diktsamling på kurdiska, 1979 Iran.
- Mig känner du ej, Ockupant!, diktsamling på kurdiska, 1988 Sverige.
- Farbror Mohammad är kommunist!, drama på vers på kurdiska, Poyaförlaget, 1989 Irak.
- Barn mellan eld och blod, diktsamling på kurdiska, Hanaförlaget, 1990 Sverige.
- Storm, diktsamling på kurdiska, Hanaförlaget, 1993 Sverige.
- Frihetens och kärlekens melodi, diktsamling på kurdiska, Hanaförlaget, 1995 Sverige.
- Sol och vatten, dikter för barn på kurdiska, Hanaförlaget, 1995 Sverige.
- Ze, den allsmäktiga flickan, barnbok på kurdiska, NKLKförlaget, 1996 Sverige.
- Från roten, antologi på kurdiska, Hanaförlaget, 1997 Sverige.
- Upproriska duvor, diktsamling på kurdiska, Hanaförlaget, 1997 Sverige.
- Tillägnad livet och friheten, konstkritik, om några kurdiska illustratörers verk, på kurdiska, Hanaförlaget, 2004 Sverige.

### Böcker på persiska
- En tyst mint, diktsamling på persiska, 1986 Sverige.
- Den löjliga världskartan, diktsamling på persiska, Hanaförlaget, 1993 Sverige.
- För den ljusa morgondagen, antologi på persiska, Hanaförlaget, 1997 Sverige.

### Böcker på svenska
- Mångkulturella getton, den demokratiska apartheiden[5], samhällskritisk bok på svenska, Hanaförlaget, 1997 Sverige.
- Sätt locket på[6], diktsamling på svenska, Hanaförlaget, 1997 Sverige.
- Gud och snoppen; Vad har barn med religion att göra?[7], (på svenska) Hanaförlaget, 2004 Sverige.
- Slöjan; jämställdhet eller kvinnoförtryck?[8], (på svenska) Hanaförlaget, 2005 Sverige.
- Kan de vara lika värda?[9], (på svenska) Hanaförlaget, 2006 Sverige.
- ...och jag tappar orden...[10], diktsamling på svenska, Hanaförlaget, 2007 Sverige.